# Eupithecia hellenata
Eupithecia hellenata är en fjärilsart som beskrevs av Schütze 1959. Eupithecia hellenata ingår i släktet Eupithecia och familjen mätare. Inga underarter finns listade i Catalogue of Life.